# Homer’s Odyssey
«Homer’s Odyssey» (укр. Одіссея Гомера) — третя серія першого сезону мультсеріалу «Сімпсони», прем'єра якої відбулась 21 січня 1990 року у США на телеканалі «FOX».

## Сюжет
Клас Барта разом з їх вчителькою Едною Крабапель, вирушає екскурсією на Спрінґфілдську атомну станцію. В автобусі Бартові «пощастило» зайняти одне вільне місце поряд Венделла, якого нудить. Барт хоче сповістити про це вчительці, але вона погрозилася, що якщо він скаже хоч одне слово, то вона змусить його співати перед усім класом. Близнючки Шеррі і Террі, які сидять позаду Барта, одночасно цілують його, змушуючи закричати. Після цього Барта змушують співати.
На атомній станцій Вейлон Смізерс показує дітям фільм про ядерна енергію. Упродовж подорожі по станції Барт зустрічає Гомера який їхав по станції на мініавтомобілі. Вітаючи Барта, Гомер випадково в'їжджає у труби, спричиняючи тим самим аварію на станції. Його керівник (батько Шеррі і Террі) відразу ж його звільняє.
Гомер намагається знайти нову роботу, але все невдало. Коли вже вдома не залишилось пива і в Гомера не залишається грошей, він викрадає свиню-скарбничку Барта та розбиває її. Зрозумівши, що він наробив, Гомер усвідомлює свою жалюгідність та вирішує вчинити самогубство. Написавши передсмертну записку, Гомер прив'язує до себе велетенський камінь і направляється до річки. Але його сім'я вчасно знаходить його записку та наздоганяє Гомера на самому мосту, ледве не потрапивши під колеса машини на перехресті… Однак Гомер рятує їх. Після цього він розуміє сенс свого життя і ставить собі за мету, зробити усе, щоб поставити знак «STOP» на цьому перехресті. Він легко цього добивається. Окрилений успіхом, Гомер починає з успіхом добиватись встановлення різних знаків в різних місцях, тим самим завойовуючи любов мешканців.
Зрештою Гомер вирішує зайнятися головною проблемою — атомною станцією, найнебезпечнішим об'єктом Спрінґфілда. Гомер збирає натовп і пікетує станцію. Щоб прогнати натовп, Монтгомері Бернс вирішує взяти Гомера назад на станцію інспектором з безпеки.

## Виробництво
У цій серії вперше з'являється Вейлон Смізерс, хоча його голос можна почути на атомній електростанції у серії «Simpsons Roasting on an Open Fire». У своїй першій візуальній появі він є чорношкірим, це сталося через помилку корейського аніматора Джорджі Релучі. Девід Сільверман заявив, що Смізерс завжди планувався, як «білий підлабузник Монтгомері Бернса» і що «малювати чорного підлеглого було поганою ідеєю». В наступній серії він уже має блідий колір шкіри. Ця прикра помилка в пізніше пояснювалась, як «екстремальна засмага».
На початку серії натякається, що повне ім'я Гомера — Гомер Джей Сімпсон. Метт Ґрюйнінґ назвав це відсилкою до імені відомого мультиплікаційного героя 60-х років Баллвінкла Дж. Мюсса.

## Перша поява
- Джаспер Бердлі[6]
- Отто Манн
- Кленсі Віггам

## Цікаві факти
- Назва серії відсилає на епічну поему Гомера «Одіссея».
- Блінкі, триока рибка вперше в невеличкому камео з'являється в цій серії, вона відіграла важливу роль в четвертому епізоді другого сезону «Two Cars in Every Garage and Three Eyes on Every Fish».
- У цій серії вперше було показано звалище старих шин, яке ще не горить.
- Місіс Крабапель каже дітям: «Клас, не висовуйтесь з вікон. Ми всі пам'ятаємо трагічну історію одного хлопчика, який висунув з вікна руку і її відірвало проїжджаючою поруч вантажівкою». Трохи пізніше, у серії «Bart the General» Барт зустрічає однорукого Германа. На питання як той втратив руку, він відповів, що висунув руку з вікна автобуса.
- Водій шкільного автобуса Отто був списаний з сценариста Уоллеса Володарського.
- Гомер пише свою передсмертну записку на папері, на якому зверху написано: «Побутові речі, які треба зробити».
- В автобусі Барт співає американську народну пісню «John Henry was a Steel Driving Man» (укр. Джон Генрі був залізним, рушійним чоловіком) про героя пролетаріату XIX століття Джона Генрі, який прокладав залізничний шлях через гори Західної Вірджинії. В українському перекладі ця пісня була адаптована під хіт Михайла Поплавського «Юний орел»
- У цій серії Барт вперше дзвінком розігрує Мо Сизляка і згадується псевдонім Барта — «El Barto».